# Deáki Filep József
Deáki Filep József (Erdőszentgyörgy, 1681. augusztus 4. – Kolozsvár, 1748. október 13.) református lelkész, az Erdélyi református egyházkerület püspöke 1740-től haláláig.

## Élete
Deáki Filep János református lelkész fia volt. A nyitra megyei Deáki helységben a nemes Filep családból származott és Magyarországból költözött Erdélybe. Deáki Filep József 1692-től a kolozsvári református kollégiumban tanult és 1699-ben vették föl a tógátus diákok közé; különösen a teológiában, bölcseletben, héber és görög nyelvben képezte magát. Azután a máramarosszigeti református gimnáziumban tanított két évig; innét előbb a franekeri egyetemre, majd az utrechti egyetemre ment és a teologiát Campegius Vitringától és Hermann Alexander Roëlltől, a bölcseletet Andala Ruardustól, a görög, keleti nyelveket és régészetet Jacob Rhenferdiustól hallgatta. Hazájába visszatérve, dési református lelkésznek hívták meg és 1712. március 12.-én Huszti Lovász Sámuel református püspök Erzsébet leányát vette nőűl; 1714-ben kolozsvári lelkész, 1737-ben egyházkerületi főjegyző és 1740. július 18.-án református püspök lett.
Nevét Deáki Józsefnek és Deáki F. Józsefnek írta.

## Munkái
- Idvességes halotti tanítás, melyet az Isten nagy emberének, a néhai tiszt. és tudós Szathmár-Némethi Sámuel uramnak, a kolosvári ref. kollégiumban 34 esztendők alatt való professornak… meghidegedett teste felett 1718. Boldogasszony hava 20. elmondott. Kolozsvár (Monimentum aeternitati sacrum… cz. charta vagy oszlopirás, melyben többen irtak, u. m. Baczoni Incze Máté latin orátiót és mások latin verseket, D. Józseftől is van egy 25 soros hexameter)
- Az isteni félelemben jól elvégzett életet követő nyugodalom, melyről br. Kemény Simon temetésekor beszéllett. Uo. 1724
- Isten keze, melynek mind bölcsesége mind szentsége világosan kiadta magát b. Kemény Simon és Vaji Anna hitvesek nyavalyái között, leginkább pedig akkor, mikor János nevű fiokat a halál tőlük elragadta. Uo. 1724
- Olthatatlanúl tündöklő szövétnek, melyet mélt. gróf Teleki Pál halála alkalmatosságával gerjesztett szomorú özvegye gróf Vay Kata… Uo. 1732 (többekkel együtt. Romlandó sár-ház… főcímmel)
- A jó léleknek Istenével való társalkodásából származott boldog nyugodalma felől tett tanítása Toroczkay Ágnes Bánffy György házastársának holt teste felett. 1733. máj. 31. Uo. 1733
- Serkentő óra. Melyel e nehéz időkben lelki vigyázásra idvességünk drága köntössének megoltalmazására serkengettetünk… Vesselényi István úr… meghidegedett tetemei felett a koporsótételkor maga kolosvári palotáján tett rövid tanításból D. J. által. Uo. 1734
- A jól harczoló lelki vitéznek Istene s igaz vallása mellett való állhatatos vitézkedéséért J. Krisztusától adatott fejér könyvecske és uj név. 1733. szent Jakab hava 5. Uo. 1734 (Dávidnak Jonathanon való siralma főczímmel Vitéz György felett mondott prédikáczió, többekkel együtt)
- Halálunk órájára és az örök életről kegyességgel való gondolkodásra hivogató és serkengető halotti prédikáczio gróf Bánffy György felett. Uo. 1735
- Sirhalom, melyet emelt a kendi kónyai mélt. udvarból kialudt ama drága szövétneknek néhai mélt. l. b. hadadi Vesselényi Susanna ifju úr asszonynak mélt. gróf Teleki Ádám élete párjának szomorú temetésekor mondott sz. elmélkedésében 13. dec. 1739, Uo.
- Testi embereknek kényes csemegéjekről a tánczról való szent elmélkedés. Rövid prédikáczióban kiadta egy farsangi alkalmatossággal, Uo. 1739
- Az igaz reformata vallásnak az apostoli sz. vallással megegyező régisége, Uo. 1740
- Az igaz Istennek esmeretin kivül való minden pogányoknak és sidoknak és sok tévelygő keresztényeknek az Isten… ama nevezetes szombatján lejendő megtéréseknek… megmutogatása, Uo. 1740
- Egyenes isteni félelemnek jutalma, melyről czegei Vass Dániel tetemei fölött tanítást tett, Uo. 1741
- Istenhez igazán megtért lélek. Uo. 1740 (Gróf Gyulai Ferencz generalis felett mondott prédikáczió 1743-ban; többekkel együtt)
- Isten keze, melynek szentsége ujólag kimutatá magát… mélt. gróf Teleki Pál urfinak… szomorú halálában… 1743. szent András hava 24., Uo. 1746
- Gróf Székely Zsuzsánna felett elmondott tanítása, Uo. 1746
- Drága kertekből kivágatott szép liliomokon siránkozó édes atya s édes anya,… Uo. 1746 (Gróf Székely Zsuzsánna k. a. felett 1744-ben mondott halotti prédikáczió)